# 凉水镇 (阆中市)
凉水镇，是中华人民共和国四川省南充市阆中市曾经下辖的一个镇。2019年10月，撤销凉水镇，将其所属行政区域划归石滩镇管辖。

## 行政区划
凉水镇撤销前下辖以下地区：
七羊山村、崇山观村、顶山庙村、凤古寺村、龙秀山村、峰子垭村、鲜家庙村、薛家沟村、塘清坝村、梁家店村、护山梁村和印镇山村。